# Janette Terrazas Islas
Janette Terrazas Islas (Ciudad Juárez, Chihuahua, México, 8 de febrero de 1985) es una artista multidisciplinar y activista también conocida como Jane Terrazas, Miss Jane o Mustang Jane. Estudió Diseño gráfico en la Universidad Autónoma de Guadalajara y la maestría en Diseño textil en la Escuela de Winchester en el Reino Unido. Se ha involucrado en áreas variadas como el arte plástico, el diseño de modas, las políticas ambientales, el arte contemporáneo, las intervenciones urbanas y la ilustración. Su trabajo reflexiona en torno a la ecología, el territorio, la justicia social y la violencia contra las mujeres. Junto a la artista noruega Lise Bjørne Linnert y la activista de Derechos humanos Laura Verónica Corchado Espinoza, crearon el proyecto social Ni En More que significa Ni una más en tres idiomas: español, noruego e inglés. "¡Ni una más!" es un grito emblemático iniciado por la poeta juarense Susana Chávez, asesinada en enero de 2011, emblema que se ha convertido en una constante usada en manifestaciones de familias en la búsqueda de justicia para sus hijas desaparecidas o asesinadas. 

## Biografía
A lo largo de su carrera, la artista y gestora cultural que a la par ha realizado proyectos de impacto social, ha explorado cuestiones sobre el género, la comunidad, los derechos de las personas indígenas, el racismo ambiental y la identidad, entre otros. El territorio y su defensa, tanto como el propio contexto, ha sido médula del trabajo de Terrazas. La artista experimenta también con distintos materiales reciclados, implementando la regla de las 3R con una visión ecológica-política. A lo largo de su profesión, se ha interesado en la botánica, investigando y explorando con colores naturales a través de técnicas tradicionales usadas comúnmente por comunidades indígenas. Ha colaborado con colectivos de su localidad en Ciudad Juárez y ha realizado exposiciones a nivel nacional e internacional como en Chihuahua, Ciudad de México, Jalisco, Texas, Brooklyn, California, Seattle, Indianápolis y Nuevo México. Asimismo, se desenvuelve como tallerista y ha brindado conferencias como en el Museo de Arte de El Paso, Texas. Sus piezas artísticas van desde esculturas, textiles, estampados y bordados contemporáneos. Además, trabaja con materiales electrosensibles, componentes electónicos y textiles digitales. En el 2017, Janette Terrazas, la artista Lise Bjørne Linnert y Laura Verónica Corchado Espinoza, cofundaron el proyecto Ni En More, proyecto de innovación social que fusiona el activismo político, la moda y el arte, brindando a las mujeres de la comunidad de Ciudad Juárez una oportunidad para laborar fuera de las condiciones del sector industrial pues para Terrazas la industria maquiladora ha propiciado espacios públicos violentos. Su proyecto social Ni en More ha sido divulgado en revistas como Vogue.

## Colaboraciones y colectivos
Ha colaborado con artistas y colectivos como Bocafloja, Dub Iration, Ka Volta, Casa Iway, Voz Alta Project, Purple Pop Up gallery, Border Manifiesta, SMS MXS, Modo Pactua, Arte Taller Estudio Arquitectura ATEA, YONKE galería, Barrio Film Festival SD, Pecha Kucha Juárez, Joe Borunda guitarrista de Hello Seahorse y Lana Desastre.
En el 2020, fue invitada a conformar el comité inaugural del Fondo para Prácticas Éticas de Arte Transfronterizo de la Fundación Comunitaria de El Paso. 
En junio de 2021, presentó parte de sus proyectos en el Primer Simposio Binacional de United Fronteras de Humanidades digitales en la mesa “Sonidos sin fronteras.” En el mismo 2021, trabajó con el ingeniero Aldo Portillo de Fab Lab Juárez para crear su pieza el sintetizador Río Arduino. En el 2022, se conformó el Frente en Defensa del Río Bravo, una organización en la cual colabora la artista.

## Estudios
En el 2015, Terrazas Islas participó en una residencia en el Centro de Artes Textiles en Brooklyn. En el 2016, realizó una residencia artística con la artista plástica Teiko Nishimori en la IFCA en Yokohama, Japón. Su investigación se centró en la protección del medio ambiente y los textiles sostenibles, durante su maestría en la Escuela de Arte de Winchester en la Universidad de Southampton en el Reino Unido. 

## Obra y trayectoria
- 2014. Directora de Arte y curadora en la Galería El Yonke en Ciudad Juárez, con la asesoría de Pamela Echeverría.[6]
- 2014. Expuso su obra titulada “Reconstrucción” en La Vitrina del Ex Convento del Carmen en Guadalajara, México, con el apoyo de la Secretaría de Cultura de Jalisco (SC) a través de la Coordinación de Artes Visuales.[7]
- 2015. Junto con el doctor investigador José Luis Ibarra, realizó el proyecto "La primavera" que exploraba los incendios, la preservación de ecosistemas y la prevención de incendios hechos por intervención humana. A partir de ello, Terrazas Islas creó una instalación de tres piezas, incluyendo un video para Gametos, una asociación de Jalisco que vinculaba tópicos ambientales con propuestas artísticas.[8]
- 2015. Ofreció la charla "Mujer libre" en la sala Susana Chávez y un taller de bordado durante el Ladyfest Juárez 2015. El Ladyfest Juárez fue un festival feminista de música, arte en general, talleres y mercadito, organizado en el 2015 por las artistas y activistas Alejandra Aragón, Itzel González, Linda Ávila e Ivonne Ramírez Ramírez.
- 2015. Inició sus piezas sobre "Cartografía Textil del Feminicidio" después de coincidir con Ivonne Ramírez Ramírez y el proyecto Ellas Tienen Nombre.[9] A partir de ello, también realizó talleres, entre ellos "Bordando Resistencia", abrió espacios de diálogo y dictó lecturas con el tema.[10]
- 2016. Expuso Voices that Matter  en el Centro Rubin para las Artes Visuales de la Universidad de Texas en El Paso.[11]
- 2017. Expuso algunas de sus piezas artísticas en el Museo de Arte de Ciudad Juárez, en el evento internacional Col-Art coordinado por el artista suizo Marc Kuhn y la artista mexicana Rossana Durán.[12]
- 2018. Fue parte de Escuelas Emergentes, un proyecto comunitario artístico que envolvía a estudiantes, profesorado, artistas y académicos, para que conocieran el contexto en el que vivían y participaran en intervenciones sociales.[13]
- 2021. Como producto de una investigación en la que profundizó acerca de la protección del medio ambiente y la tecnología textil, inauguró en el Río Bravo su sintonizador textil Río Arduino, pieza que presentó como tesis de maestría. La inauguración del dispositivo también conmemoraba a la activista hondureña Berta Cáceres, asesinada precisamente un marzo pero del 2016.[14]
- 2022. Participó como ilustradora en el libro infantil “Mi mamá fue guerrillera” de Ivonne Ramírez Ramírez publicado por la editorial peruana feminista Gafas Moradas.

#### Podcasts
Galindo, Melchor (2022). "RedTalks", episodio 7, Punto Rojo Publicidad, 15 de junio. 
Gameros, Diana (2021). "Hilos de cambio", Duolingo y Adonde Media, 18 de noviembre.
Pineda, Pamela, María José Guadarrama, Federico Guss, et al (2020). "Bordar una luz por cada una de ellas", episodio 4, Hilo Negro de Radio Nopal, 18 de octubre.

##### Tesis
Gutiérrez Parra, María Anabel (2021). "Fabricación de mobiliario a base de textil reciclado" [Tesis de maestría en Diseño del Producto], Universidad Autónoma de Ciudad Juárez.
Kollmann, Sarah (2020). "Break hostility-Create Unity. Colonialism in transcultural design projects in the Global South" [Tesis para BA Integrated Design], Universidad de las Artes en Bremen. 